# Evangelii Gaudium
Evangelii Gaudium (em latim) ou Alegria do Evangelho (em português), é a primeira Exortação Apostólica pós-Sinodal escrita pelo Papa Francisco. Foi publicada no encerramento do Ano da Fé, no dia 24 de novembro do ano de 2013.
Como a maioria das exortações apostólicas, foi escrita após uma reunião do Sínodo dos Bispos, neste caso, a XIII Assembleia Geral Ordinária sobre A Nova Evangelização para a transmissão da fé cristã. , que reuniu 170 bispos do mundo inteiro em Roma em outubro de 2012. O documento trata principalmente sobre a evangelização.
A exortação tem mais de 200 páginas e está dividida em cinco capítulos, além da introdução:
1. A transformação missionária da Igreja;
2. Na crise do compromisso comunitário;
3. O anúncio do Evangelho;
4. A dimensão social da Evangelização;
5. Evangelizadores com Espírito[1].

O tema principal é o anúncio missionário do Evangelho e sua relação com a alegria cristã, mas fala também sobre a paz, a homilética, a justiça social, a família, o respeito pela criação (ecologia), o ecumenismo e o diálogo inter-religioso, e o papel das mulheres na Igreja.
Também critica o consumo da sociedade capitalista, e insiste que os principais destinatários da mensagem cristã são os pobres. Acusa também o atual sistema econômico de ser injusto, baseado na tirania do mercado, a especulação financeira, a corrupção generalizada e a evasão fiscal.

## Estrutura

### Introdução
O Papa, na introdução, cita várias passagens bíblicas, que mostram uma relação entre a alegria de receber a mensagem cristã e a saída missionária. No parágrafo 17, ele explica que decidiu explorar as seguintes questões:
1. A reforma da Igreja em saída missionária;
2. As tentações dos agentes pastorais;
3. A Igreja vista como a totalidade do povo de Deus que evangeliza;
4. A homilia e a sua preparação;
5. A inclusão social dos pobres;
6. A paz e o diálogo social;
7. As motivações espirituais para o compromisso missionário.

### Capítulo I: A transformação missionária da Igreja
Neste capítulo Papa Francisco destaca a importância da paróquia porque possui uma grande plasticidade, pode assumir formas muito diferentes e exorta a oração, movimentos, prelazia, e outras comunidades de base para se integrar na pastoral local, de cada paróquia. Em seguida, destaca a importância dos bispos de cada diocese para fortalecer o anúncio cristão por caminhos sempre novos. Neste contexto, afirma estar disposto a reformar o papado e buscando sugestões que visam a exercer o meu ministério para devolvê-lo mais fiel ao sentido que Jesus Cristo quis dar.

### Capítulo II: Na crise do compromisso comunitário
O capítulo é dividido em duas partes: sob o título Alguns desafios do mundo atual discute as questões da economia, a exclusão e a cultura moderna, incluindo novos movimentos religiosos e o relativismo. Sob o título Tentações dos agentes pastorais, descreve dois enganos possíveis entre os cristãos: primeiro o fascínio do gnosticismo que propõe uma fé fechada no subjetivismo, onde apenas interessa uma determinada experiência ou uma série de raciocínios e conhecimentos, e segundo o neopelagianismo autorreferencial e prometeuco que tem elitismo narcisista e autoritário, onde, em vez de evangelizar, se analisam e classificam os demais e um cuidado exibicionista da liturgia, da doutrina e do prestígio da Igreja.

### Capítulo III: O anúncio do Evangelho
A Igreja é a totalidade dos batizados, e todos eles devem realizar o querigma. O Papa se detém sobre a importância da homilia que deve ser breve e evitar que se pareça com uma conferência ou uma lição, também deve ser preparada com cuidado e antecipação, um pregador que não se prepara não é «espiritual»: é desonesto e irresponsável.

### Capítulo IV: A dimensão social da Evangelização
Este capítulo é rico em temas: inclusão social dos excluídos (os sem abrigo, os toxicodependentes, os refugiados, os povos indígenas, os idosos cada vez mais sós e abandonados, etc), o trabalho político de longo prazo e o diálogo social: O diálogo entre a fé e a razão, o diálogo ecumênico, o diálogo inter-religioso, o diálogo social amplo.
No parágrafo 246, diz que os católicos têm muito a aprender com os não-católicos, especialmente os anglicanos e ortodoxos, onde temos a possibilidade de aprender algo mais sobre o significado da colegialidade episcopal e sobre a sua experiência da sinodalidade.
Parágrafo 247 afirma que o judaísmo, cuja Aliança com Deus nunca foi revogada, porque «os dons e o chamamento de Deus são irrevogáveis», não é uma religião estranha ao cristianismo e que considera o povo da Aliança e a sua fé como uma raiz sagrada da própria identidade cristã.
O parágrafo 254 afirma que os não-cristãos fiéis à sua consciência podem, por gratuita iniciativa divina, viver «justificados por meio da graça de Deus» e, assim, «associados ao mistério pascal de Jesus Cristo», e que nós, cristãos, podemos tirar proveito também desta riqueza consolidada ao longo dos séculos, que nos pode ajudar a viver melhor as nossas próprias convicções.

### Capítulo V: Evangelizadores com Espírito
O encerramento da exortação retoma o encontro pessoal com Cristo e imitando a Virgem Maria como um ícone e um exemplo da atitude do anúncio missionário.